# Tri-nations 2001
Navigation
Tri-nations 2000 Tri-nations 2002
Le Tri-nations 2001 est remporté par l'Australie pour la deuxième fois consécutive.

## Classement
| Rang | Pays             | J | V | N | D | Bo | Bd | Pm | Pe | Diff | Pts |
| ---- | ---------------- | - | - | - | - | -- | -- | -- | -- | ---- | --- |
| 1    | Australie (T)    | 4 | 2 | 1 | 1 | 0  | 1  | 81 | 75 | +6   | 11  |
| 2    | Nouvelle-Zélande | 4 | 2 | 0 | 2 | 0  | 1  | 79 | 70 | +9   | 9   |
| 3    | Afrique du Sud   | 4 | 1 | 1 | 2 | 0  | 0  | 52 | 67 | -15  | 6   |

|  | Vainqueur de la compétition (no 1). |
|  | T : Tenant du titre 2000            |

Attribution des points : victoire sur tapis vert : 5, victoire : 4, match nul : 2, défaite : 0, forfait : -2 ; plus les bonus (offensif : 3 essais de plus que l'adversaire ; défensif : défaite par 7 points d'écart ou moins).
Règles de classement : ?

## Résultats
| 21 juillet 2001 14 h 00 | Afrique du Sud           | 3 – 12 (3 - 12) | Nouvelle-Zélande      | Newlands, Le Cap Arbitre : Scott Young |
| 21 juillet 2001 14 h 00 | Pénalité(s) : Montgomery |                 | Pénalité(s) : Brown 4 | Newlands, Le Cap Arbitre : Scott Young |
| 21 juillet 2001 14 h 00 |                          |                 |                       | Newlands, Le Cap Arbitre : Scott Young |

| 28 juillet 2001 14 h 00 | Afrique du Sud                                   | 20 – 15 (14 - 0) | Australie                      | Loftus Versfeld, Pretoria Arbitre : Dave McHugh |
| 28 juillet 2001 14 h 00 | Essai(s) : Skinstad Pénalité(s) : van Straaten 5 |                  | Pénalité(s) : Burke 4, Edmonds | Loftus Versfeld, Pretoria Arbitre : Dave McHugh |
| 28 juillet 2001 14 h 00 |                                                  |                  |                                | Loftus Versfeld, Pretoria Arbitre : Dave McHugh |

| 11 août 2001 14 h 00 | Nouvelle-Zélande                                                         | 15 – 23 (5 - 10) | Australie                                                                             | Carisbrook, Dunedin Arbitre : Steve Lander |
| 11 août 2001 14 h 00 | Essai(s) : Lomu, Wilson Transformation(s) : Mehrtens Pénalité(s) : Brown |                  | Essai(s) : Burke, essai de pénalité Transformation(s) : Burke 2 Pénalité(s) : Burke 3 | Carisbrook, Dunedin Arbitre : Steve Lander |
| 11 août 2001 14 h 00 |                                                                          |                  |                                                                                       | Carisbrook, Dunedin Arbitre : Steve Lander |

| 18 août 2001 14 h 00 | Australie                             | 14 – 14 (3 - 8) | Afrique du Sud                                  | Subiaco Oval, Perth Arbitre : Steve Walsh |
| 18 août 2001 14 h 00 | Essai(s) : Grey Pénalité(s) : Burke 3 |                 | Essai(s) : Andrews Pénalité(s) : van Straaten 3 | Subiaco Oval, Perth Arbitre : Steve Walsh |
| 18 août 2001 14 h 00 |                                       |                 |                                                 | Subiaco Oval, Perth Arbitre : Steve Walsh |

| 25 août 2001 14 h 00 | Nouvelle-Zélande                                                                              | 26 – 15 (13 - 9) | Afrique du Sud               | Eden Park, Auckland Arbitre : Peter Marshall |
| 25 août 2001 14 h 00 | Essai(s) : Alatini, essai de pénalité Transformation(s) : Mehrtens 2 Pénalité(s) : Mehrtens 4 |                  | Pénalité(s) : van Straaten 5 | Eden Park, Auckland Arbitre : Peter Marshall |
| 25 août 2001 14 h 00 |                                                                                               |                  |                              | Eden Park, Auckland Arbitre : Peter Marshall |

| 1er septembre 2001 14 h 00 | Australie                                                                                      | 29 – 26 (19 - 6) | Nouvelle-Zélande                                                                    | Stadium Australia, Sydney Arbitre : Tappe Henning |
| 1er septembre 2001 14 h 00 | Essai(s) : Kefu, Chris Latham Transformation(s) : Burke, Flatley Pénalité(s) : Burke 4, Walker |                  | Essai(s) : Alatini, Howlett Transformation(s) : Mehrtens 2 Pénalité(s) : Mehrtens 4 | Stadium Australia, Sydney Arbitre : Tappe Henning |
| 1er septembre 2001 14 h 00 |                                                                                                |                  |                                                                                     | Stadium Australia, Sydney Arbitre : Tappe Henning |

## Statistiques

### Meilleur marqueur
| Rang | Joueur       | Club             | Poste | Essais |
| ---- | ------------ | ---------------- | ----- | ------ |
| 1    | Pita Alatini | Nouvelle-Zélande |       | 2      |
| -    | Jonah Lomu   | Nouvelle-Zélande |       | 2      |

### Meilleur réalisateur
| Rang | Joueur             | Équipe           | Poste | Points | Essais | Transf. | Pén. | Drops |
| ---- | ------------------ | ---------------- | ----- | ------ | ------ | ------- | ---- | ----- |
| 1    | Matt Burke         | Australie        |       | 53     |        |         |      |       |
| 2    | Braam van Straaten | Afrique du Sud   |       | 39     |        |         |      |       |
| 3    | Andrew Mehrtens    | Nouvelle-Zélande |       | 34     |        |         |      |       |